# دوير عدوية
دوير عدوية هي قرية لبنانية من قرى قضاء عكار في محافظة الشمال. تقع في تجمع للقرى يسمى الدريب الأوسط.